# Quercus grisea
Quercus grisea, conegut amb el nom anglès gray oak (roure gris), shin oak (roure canella) o scrub oak (roure de matoll), és un arbre caducifoli o perennifoli de grandària mitjana o que pertany al grup dels roures blancs i és endèmica en les regions muntanyoses centrals del sud d'Amèrica del Nord. S'hibrida amb quatre espècies de roure on s'interposen les seves àrees d'influència, Quercus arizonica, Quercus gambelii, Quercus mohriana i Quercus pungens.

## Distribució
El roure gris creix a partir de Texas, cap a l'oest a les muntanyes del centre i sud de Nou Mèxic, el centre i el sud-est d'Arizona i el nord de Mèxic. Generalment són escassos, és comú a la Trans-Pecos, regió de Texas.

## Descripció
Aquest tipus de roure pot créixer com a forma arbustiva, amb múltiples tiges en situacions més seques, però on la precipitació és suficient, es converteix en un arbre de mida mitjana de fins a 20 metres amb una corona irregular de branques retorçades. El tronc és de fins a 60 centímetres de diàmetre. L'escorça és de color gris clar, fissurada i esquerdada en plaques petites. Les branques són fortes i de color marró vermellós, cobert de plomissol grisenc. Les fulles són alternes, ovals coriàcies, llargues, senceres o amb dents poc gruixudes. Les fulles són de color gris-verdós per sobre i per sota de feltre i pot caure en temps de sequera hivernal. Els aments masculins són de color groc-verd i les flors femenines es troben en petites espigues que creixen en les aixelles de les fulles i apareixen a la primavera, a la vegada que les fulles noves. Les glans són escamoses, cobertes de pèl fi, i l'altra meitat, sempre que les glans que creixen sols o en parelles i són de color marró clar.

## Hàbitat
El roure gris creix a les valls i als cims, vessants rocoses i als marges dels rierols, als 1500-2500 metres. Floreix en condicions semiàrides caracteritzades per hiverns suaus, primaveres i estius secs i calorosos. Es pot propagar asexualment a través l'aparició de brots d'arrel i poden formar matolls. Creix en associació amb altres roures, espècies de Juniperus, Pinus cembroides, Pinus edulis, Fendlera rupicola, Salvia ramosissima, Arbutus xalapensis, Mahonia fremontii, Artemisia ludoviciana i Yucca elata.